# Wols
Wols, eredeti nevén Alfred Otto Wolfgang Schulze (Berlin, 1913. május 27. – Párizs, 1951. szeptember 1. ) német festő, grafikus és fotográfus.
„Meglátni a világot a homok szemcséjében / S az eget a vadvirágban…” – mondta és festészetére is ez a jellemző.
Wols absztrakt expresszionista festő, ezen belül elsősorban az informel képviselője, a „lírai absztrakt festészet” művelője. Az „art informel” kifejezést először Michel Tapié párizsi kritikus használta, munkásságára célozva.

## Élete
Alfred Otto Wolfgang Schulze egy berlini hivatalnokcsaládba született, apja Alfred Schulze miniszteri biztos volt. Egy testvére volt, Elfriede.
1919-ben, amikor apja a szászországi követségi iroda vezetője lett, a család Berlinből Drezdába költözött. A következő évben hegedűleckét vett, ekkor úgy nézett ki, hogy muzsikus talentum. 1924-ben kapta első fényképezőgépét, később pedig egy kicsi mikroszkópot is. 1928-ig aktívan sportolt és zenélt, amíg édesapja súlyos beteg nem lett. Édesapja rövidesen meghalt 1929. július 2-án.
Apja halála után abbahagyta az iskolát és magántanulmányok után szerezte meg az érettségit 1931-ben.
Mikor befejezte a drezdai iskolát 1931-ben, még fiatal volt, Fritz Busch, a drezdai Opera karmestere első hegedűsnek hívta meg a zenekarba. Elment dolgozni egy drezdai Mercedes-műhelybe, majd Gena Jonas fotográfus stúdiójába ment dolgozni, de zoológiával, majd geológiával és botanikával is foglalkozott, verseket írt, érdekelte a néprajz is. 1926-ban egy nagy nemzetközi festménykiállítás volt Drezdában, melyen Paul Klee képeit is kiállították. Ekkor kezdett érdeklődni a festészet iránt.
1932-ben Frankfurt am Main-ba utazott és antropológiai tanulmányokat folytatott Leo Frobeniusnál, a család barátjánál, az Afrika Intézetben. Rövid idő múlva már ismét Berlinben tartózkodott és belépett a Bauhaus-ba, akik akkoriban változtatták meg székhelyüket Dessauból Berlinbe, ott találkozott Miessel és Moholy-Nagy Lászlóval. Néhány héttel később Moholy-Nagy javasolta neki, hogy menjen Párizsba, ahol Moholy-Nagy bemutatta őt Amédée Ozenfantnak, Fernand Légernek, Hans Arpnak és César Domelának.
Hamarosan találkozott a szürrealistákkal is, mint Max Ernsttel, Joan Miróval, René Daumellel, Roger Gilbert-Lecomtetal és másokkal, a szürrealizmus hatása alá került. Párizsban maradt, elkészítette első festményét, de fotográfusként dolgozott, ezen időszak alatt készült fotóképei megtalálhatóak a Holland Film Liga archívumában.
1932-ben az első fotografikai munkáival bemutatkozott Párizsban. Rövid ideig visszatért Németországba 1933. július 14-én, örökséggel kapcsolatos ügyeit intézte, de Párizsban telepedett le, találkozott Gréty Dabijaval, egy román származású nővel, aki egy francia szürrealista költő, Jacques Baron felesége volt.
1933 végén Grétyvel előbb Barcelonába és Mallorcára, majd Ibizára utazott, mint fotográfus és idegenvezetőként, német nyelvtanárként, sofőrként dolgozott, hogy létfenntartását biztosítsa. 1934 őszén visszatért Barcelonába.
Útlevél nélkül és német munkavállalási engedély nélkül, 1935 szeptemberében visszaküldték Franciaországba, ahol folytatta fotográfusi munkáit. Spanyolországban elsősorban fotókat készített, de fennmaradtak festményei is ebből a korból, tintarajzok és akvarellek is.
1936-ban Fernand Léger és Georges-Henri Rievière segítségével tartózkodási engedélyt kapott Párizsban, havonkénti jelentkezési kötelezettséggel a párizsi rendőrségnél.
1937-ben, felvette a „Wols” művésznevét a Wolfgang Schulze névből képezve.
Fotóiból kiállítást rendeztek a „Librairie–Galerie de la Pléiade”-ben és hivatalos fotósa lett Párizsban a „Pavillion de l'Elegance”-nek a párizsi világkiállításon. Ez fontos lépés volt életében, fotói olyan divatlapokban jelentek meg, mint a Harper's Bazaar, Vogue, Femina.
1937 és 1939 között Gréty segítségével baráti viszonyt épített ki a párizsi művészvilággal is.
1939-ben, a második világháború kitörése után, mint német állampolgárt internálótáborba küldték 14 hónapra. 1940 végéig az internálása érvénybe maradt. Több internálótábort is megjárt, többek közt Neuvy-sur-Barangeon, Montargis, Les Milles (Aix-en-Provence-ban), Saint-Nicolas (Nîmes-ben).
1940-től, miután összeházasodott Gréty Dabijaval, és az internálását feloldották, két évet Cassisban, Marseille mellett töltött. Itt 1942. decemberig igen nehéz körülmények között, az amerikai Varian Fry és Kay Boyle segítségével éltek.
1942-ben, amikor a németek megszállták Franciaországot, akkor Montélimar melletti Dieulefitbe menekült. Itt találkozott Henri-Pierre Roché íróval, aki később egyike lett gyűjtőinek.
Az internálótáborban kezdett el igazán festeni, és rajzokat készíteni. Kis méretű akvarelleket, majd internálása feloldása után 1945 tájékán már olajfestményeket is készített.
Utóbbiak képezték az 1947-es sikert hozó kiállítás anyagát.
1945-ben René Drouin kiállítást rendezett akvarelljeiből, ekkor még átütő siker nélkül.
1946-ban tért vissza Párizsba, ekkor találkozott Alberto Giacomettel, Georges Mathieuvél és a kor neves íróival, Jean-Paul Sartreval, Tristan Tzarával és Jean Paulhanal.
1947. május 23-án olajképeiből rendeztek kiállítást szintén Drouin szervezésében, melyen az 1945-ben festett 40 olajképe lett kiállítva.
Kor- és festőtársa, Georges Mathieau így nyilatkozott: „Negyven remekmű, az egyik pusztítóbb, izgatóbb, véresebb, mint a másik", "Megrendülten jöttem ki a kiállításról"
Mind a kritika, mind a közönség a modern művészet jelképes alakjává emelte.
1947-ben Wols számos könyv illusztrációját készítette el, többek között Paulhan, Sartre, Franz Kafka, René de Solier és Antonin Artaud könyveit illusztrálták a képei.
Egészsége fokozatosan romlott, nem kis mértékben alkoholizmusa miatt.
1948-ban kórházban volt, képeit is ott készítette kórházi ágyánál.
Bár folytatta a festést, egyre többet betegeskedett, Gréty folyamatosan mellette volt és ápolta őt. Képeit több országban állították ki.
Hivatalos verziók szerint 1951-ben húsmérgezésben halt meg.

## Műveiből
- Gyökeret vert emberek
- Tömeg
- Város (1942-45)
- Festmény (1946)

## Róla megjelent írások
- Dr. Glozer László: Wols fotográfiái. (1978)
- Sebők Zoltán – Életjátékok (Kortárs kiadó, 1994) – Clochard-ok vacsorája (Wols fotóiról)